# Ed Joyce
Pour les articles homonymes, voir Joyce.
Edmund Christopher Joyce, dit Ed Joyce, est un joueur de cricket irlandais né le 22 septembre 1978 à Dublin, international avec les équipes d'Irlande et d'Angleterre. Batteur, il dispute sa première rencontre avec la sélection irlandaise en 1997. Il rejoint le Middlesex, en Angleterre, en 1999. En 2005, il est élu meilleur joueur du Trophée de l'ICC, à l'issue duquel l'Irlande se qualifie pour sa première Coupe du monde. C'est cependant avec l'Angleterre qu'il participe à la Coupe du monde 2007 : il fait en effet ses débuts avec celle-ci en 2006 au cours d'une partie au format ODI contre son ancienne sélection. Il quitte le Middlesex pour le Sussex en 2009. N'ayant plus disputé de matchs avec l'Angleterre depuis la Coupe du monde 2007, il rejoue pour l'Irlande à partir de 2011 et participe avec elle à la Coupe du monde 2011 et à celle de 2015. Ses frères Gus et Dominick ont également joué pour l'Irlande, et ses sœurs Cecelia et Isobel sont internationales avec l'équipe d'Irlande féminine.

## Honneurs
- Meilleur joueur irlandais de l'année 2013 aux Cricket Ireland awards[1].